# Walther Döbel
Walther Döbel (* 3. Oktober 1885; † 1963) war ein deutscher Verwaltungsjurist.

## Werdegang
Döbel studierte Rechtswissenschaft an der Ruprecht-Karls-Universität Heidelberg und gehörte seit 1904 der Burschenschaft Allemannia Heidelberg an. Nach Promotion war er von 1927 bis 1930 Landrat in Alzenau. Von 1930 bis 1940 war er bei der Regierung von Mittelfranken in Ansbach tätig und wechselte dann bis Kriegsende in die Verwaltung des Reichspreiskommissars.
Nach Kriegsende arbeitete er von 1946 bis 1948 beim Zentralamt für Ernährung und Landwirtschaft in der britischen Zone bzw. der Verwaltung für Ernährung, Landwirtschaft und Forsten des Vereinigten Wirtschaftsgebiets. Von 1950 bis 1952 leitete er im Rang eines Ministerialrats das Referat IV 3 (Preispolitik) im Bundesministerium für Landwirtschaft. 1952 wurde er mit dem Großen Bundesverdienstkreuz ausgezeichnet.